# 셸비 푸트
셸비 푸트(Shelby Dade Foote, Jr., 1916년 11월 17일 – 2005년 6월 27일)은 미국의 역사학자이자, 방대한 3권의 전쟁 역사서인 《남북전쟁 : 해설》 (The Civil War: A Narrative)을 쓴 소설가이다.
미시시피 삼각주에서 자라온 지리적인, 문화적인 근원으로 인해 푸트의 삶과 글은 남북전쟁 이전의 남부의 대규모 농장 체계 농업으로부터 뉴 사우스의 시민권 시대까지 급진적 변화에 평행선을 그리고 있다. 푸트는 1990년 방영된 켄 번즈의 PBS 다큐멘터리 《남북전쟁》에서 등장할 때까지 평생동안 대중들에게 비교적 무명이었고, 그 다큐멘터리에서 모든 미국인의 삶에서 중심으로 그가 믿고 있는 전쟁을 미국의 세대들에게 소개를 했다.

## 어린 시절
푸트는 미시시피 그린빌에서 셸비 데이드 푸트와 그의 아내 릴리안 로젠스탁 사이에 태어났다. 푸트의 할아버지는 미국 남부의 대규모 농장주로 도박으로 대부분의 자산을 탕진해버렸다. 그의 할머니는 비엔나에서 온 유대계 이민자였다. 푸트는 아버지와 미국 성공회를 신봉하는 외할머니 슬하에서 자랐다. 아버지가 식료품 회사(Armour and Company)의 임원으로 승진하자, 가족은 그린빌, 잭슨, 빅스버거, 미시시피, 펜사콜라, 플로리다 그리고, 앨라바마 주 모벌까지 전전하는 삶을 살게 되었다. 부친은 푸트가 다섯 살 때 사망했고, 모자는 다시 그린빌로 되돌아왔다. 푸트는 독자였지만, 그의 모친은 재혼을 하지 않았다. 푸트가 15세가 되었을 때, 워커 퍼시와 그의 형제 피니지 퍼시가 양친의 사망후 변호사이자 시인, 소설가였던 삼촌 윌리엄 알렉산더 퍼시과 함께 살기 위해 그린빌로 이사를 왔다. 푸트는 워크와 평생동안 우정과 문학적 교류를 시작했다. 두 사람 모두 서로에게 깊은 영향을 주고받게 된다.